# Sibovia pileata
Sibovia pileata är en insektsart som beskrevs av Fowler 1900. Sibovia pileata ingår i släktet Sibovia och familjen dvärgstritar. Inga underarter finns listade i Catalogue of Life.